# Маврорахи
Маврорахи или Отманли махала (на гръцки: Μαυρορράχη, до 1926 година Οτμανλή Μαχαλάδες, Отманли Махаладес) е село в Гърция, дем Лъгадина, област Централна Македония с 63 жители (2001).

## География
Селото е разположено в южните склонове на Богданската планина (Вертискос).

## История

### В Османската империя
През XIX век Отманли махала е турско разпръснато село в Лъгадинската каза на Османската империя. В „Етнография на вилаетите Адрианопол, Монастир и Салоника“, издадена в Константинопол в 1878 година и отразяваща статистиката на населението от 1873 година, Осменли (Osmenli) е показано като село с 50 домакинства и 145 жители мюсюлмани. Село Махала (Mahala) е представено с 62 домакинства и 165 жители мюсюлмани. Към 1900 година според статистиката на Васил Кънчов („Македония. Етнография и статистика“) в селото живеят 500 души турци, разпределени по съставните му махали както следва – Джами махала 150, Каран махала 160, Калайджи махала 80, Чиликлимер махала 65, Гювезне баши махала 45.

### В Гърция
В 1913 година след Междусъюзническата война Отманли махала попада в Гърция. В 1922 година след разгрома на Гърция в Гръцко-турската война мюсюлманското население се изселва и в селото са настанени около 35 семейства понтийски гърци предимно от района на Трапезунд. В 1926 година е прекръстено на Маврорахи. Според преброяването от 1928 година Маврорахи е бежанско село с 18 бежански семейства с 69 души. През 60-те години селото просперира като отглежда повече от 15 000 животни, но по-късно запада и към 2001 година има едва 63 жители.
В селото е запазена джамия от XVIII – XIX век.